# Сокружень
Сокружень, Сокружені (рум. Socrujeni) — село у повіті Ботошані в Румунії. Входить до складу комуни Горбенешть.
Село розташоване на відстані 377 км на північ від Бухареста, 18 км на схід від Ботошань, 86 км на північний захід від Ясс.

## Населення
За даними перепису населення 2002 року у селі проживали 860 осіб, усі — румуни. Усі жителі села рідною мовою назвали румунську.